# NGC 5086
NGC 5086 је двојна звезда у сазвежђу Кентаур која се налази на NGC листи објеката дубоког неба.
Деклинација објекта је - 43° 43' 43" а ректасцензија 13h 20m 59,3s. Привидна величина (магнитуда) објекта NGC 5086 износи 11,7.